# كيلي بروك
كيلي بروك (بالإنجليزية: Kelly Brook)‏ ممثلة وعارضة إنجليزية من مواليد 23 نوفمبر 1979.

## قائمة الأفلام
- Sorted (2000), Sarah
- Ripper (2001), رحلات مارثا
- Absolon (2003), Claire
- المهمة الإيطالية (2003), Lyle's Girlfriend
- School for Seduction (2004), Sophia Rosselini
- House of 9 (2005), Lea
- Deuce Bigalow: European Gigolo (2005), Beautiful Woman in Painting
- جزيرة البقاء (also known as Three) (2005), Jennifer
- In the Mood (short film) (2006), Eva
- Fishtales (2007), Neried
- سمكة البيرانا (2010), Danni
- Removal (2010), Kirby
- The (Mis)Adventures of Fiona Plum (2001), Fiona Plum
- Romy and Michele: In the Beginning (2005), Linda Fashiobella
- Kelly Brook & Shahid (2009), Adrew Flint

## وصلات خارجية
- الموقع الرسمي
- كيلي بروك على موقع IMDb (الإنجليزية)
- كيلي بروك على موقع ألو سيني (الفرنسية)
- كيلي بروك على موقع ميوزك برينز (الإنجليزية)
- كيلي بروك على موقع أول موفي (الإنجليزية)
- كيلي بروك على موقع قاعدة بيانات الأفلام السويدية (السويدية)
- كيلي بروك على موقع إن إن دي بي (الإنجليزية)
- كيلي بروك على موقع قاعدة بيانات الفيلم (الإنجليزية)
- كيلي بروك على موقع كينوبويسك (الروسية)